# Enterprise (Schiff, 1926)
HMS Enterprise (Kennung: D52) war ein Leichter Kreuzer der britischen Marine, welcher in der Endphase des Ersten Weltkrieges in Auftrag gegeben worden war, schließlich jedoch erst spät in den 1920er Jahren in Dienst genommen wurde und im Zweiten Weltkrieg zum Einsatz gelangte. Nach dem Kriegsende 1945 wurde das Schiff bald außer Dienst gestellt und verschrottet.

## Bau
Die Enterprise, das zweite und zugleich letzte Schiff der Emerald-Klasse (ursprünglich hätten drei Kreuzer dieses Typs gebaut werden sollen, der Bauauftrag für die dritte Einheit wurde indessen bei Kriegsende 1918 annulliert), wurde am 28. Juni 1918 auf der Werft von John Brown & Company im schottischen Clydebank auf Kiel gelegt und lief am 23. Dezember 1919 von Stapel. Nach dem Kriegsende 1918 waren von Seiten der britischen Regierung, vor allem auch bedingt durch die finanziellen Belastungen des Krieges, jedoch nicht nur zahlreiche Bauvorhaben aus Kriegszeiten gänzlich annulliert, sondern auch die Materialzuteilungen an die Werften erheblich gekürzt worden. Auch das Unternehmen John Brown & Company litt gravierend unter diesem Auftragseinbruch und entging nur knapp dem Konkurs. Infolgedessen war zeitweilig ungewiss, ob die Enterprise fertiggestellt werden könnte und der von Stapel gelassene Rumpf verblieb bis Ende 1922 und ohne weiteren Baufortschritt in Clydebank. Erst 1923 entschloss sich die britische Admiralität zur Vollendung des Kreuzers und ließ das Schiff zur Marinebasis Devonport schleppen, wo letztlich die Endausrüstung stattfand. Die Indienststellung der Enterprise, das 14. Schiff in der Geschichte der Royal Navy, welches diesen Namen trug, erfolgte schließlich erst am 7. April 1926.

## Technische Details, Modifikationen und Besonderheiten
Die Enterprise war maximal 173,74 m lang und 16,67 m breit. Bei maximaler Verdrängung lag der Tiefgang bei 5,65 m (dieser Wert wird auch im nebenstehenden Informationsblock genutzt; der durchschnittliche Tiefgang lag bei nur 5,03 m). Acht ölbefeuerte Yarrow-Kessel und vier Brown-Curtis-Getriebeturbinen, die vier Wellen ansteuerten, hätten, bei einer maximalen Leistung von 80.000 WPS, dem Kreuzer eine Höchstgeschwindigkeit von rund 33 kn (etwa 61 km/h) ermöglichen sollen. Im späteren Einsatz erreichten die Kreuzer der Emerald-Klasse zwar nur knapp 32 kn, übertrafen damit indessen die deutschen Kleinen Kreuzer der Cöln-Klasse, als deren Gegenpart sie unter anderem ursprünglich entworfen worden waren, um immerhin rund 3 bis 4 kn. Der maximale Ölvorrat der Enterprise lag bei 1.600 ts, womit der Kreuzer eine Reichweite von bis zu 8000 Seemeilen (bei 15 kn Marschfahrt) besaß. Bei Höchstgeschwindigkeit (knapp 32 kn) betrug die Reichweite etwa 1350 Seemeilen. 

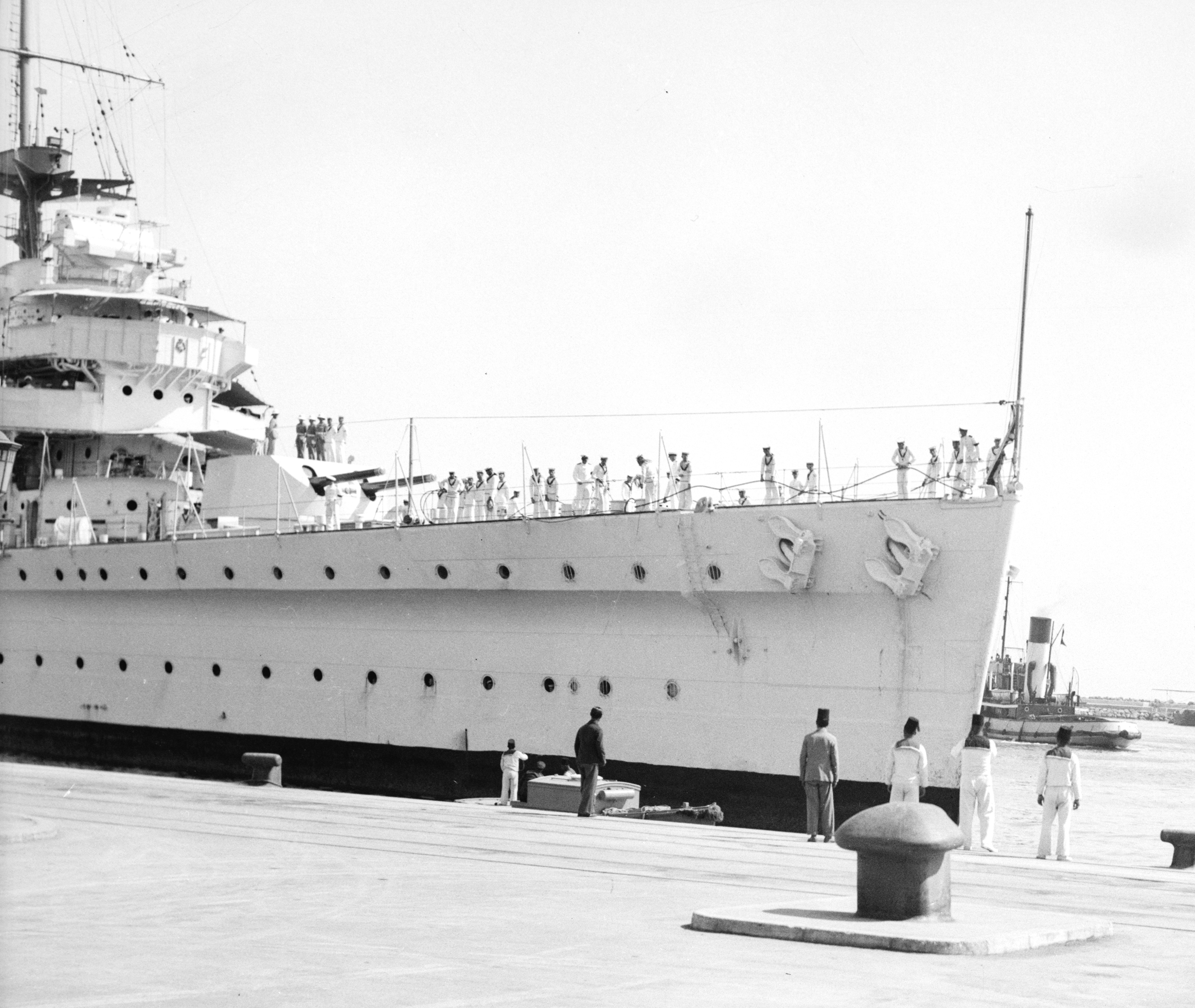
Steuerbordansicht des Vorschiffes der Enterprise mit dem 15,2-cm-Zwillingsturm (Haifa, Mai 1936).

Eine Besonderheit der Enterprise lag in der Dislozierung der Hauptartillerie. Ursprünglich hätte der Kreuzer, wie auch das Schwesterschiff, sieben 152-mm-Geschütze L/45 Mark XII in Einzelaufstellung erhalten sollen (je zwei Geschütze in Mittschiffslinie und in überhöhter Position vor und achtern der Hauptaufbauten, ein Geschütz mittschiffs vor dem Hauptmast und je zwei zu beiden Seiten der Aufbauten auf Höhe des mittleren Schornsteins). Die Enterprise indessen erhielt anstelle der beiden vorderen Einzelgeschütze den Prototyp eines Zwillingsturms Mark XVII (mit zwei 152-mm-Geschützen Mark XII) auf dem Vorschiff. Diese Änderung war von der Admiralität während der Zeit, in welcher das Schiff bei der HMNB Devonport lag (ab 1923), verfügt worden, um diesen neuen Turmtyp zu testen. Die neue Turmkonstruktion bewährte sich gut und später kamen Türme dieser Bauart (unter der Klassifizierung Mark XXIII) unter anderem auf den Leichten Kreuzern der Arethusa-Klasse und der Leander-Klasse zum Einsatz. Insgesamt führte die Enterprise somit sieben 152-mm-Geschütze (in einen Zwillingsturm und fünf Einzellafetten). Diese Kanonen waren in der Lage, eine 50,8 Kilogramm schwere Granate bis zu 21.735 m weit zu verschießen, wobei die Feuergeschwindigkeit bei etwa fünf bis sieben Schuss pro Minute lag.
Die mittlere und leichtere Bewaffnung der Enterprise bestand aus drei einzeln lafettierten 102-mm-Mehrzweckgeschützen Mark V sowie anfangs vier veralteten 47-mm-Vickers-Kanonen und zwei 40-mm-Flugabwehrgeschützen. Während die 102-mm-Geschütze bis zur Außerdienststellung unverändert an Bord verblieben, erfuhr die leichte Bewaffnung zahlreiche Änderungen. Die älteren 47-mm-Kanonen sowie die beiden 40-mm-Flak kamen bei Kriegsausbruch 1939 von Bord und wurden bis 1943 durch acht 40-mm-Kanonen in zwei Vierlingslafetten Mark VIII ersetzt. Ferner gelangten bis 1943 zwölf 20-mm-Flugabwehrkanonen in sechs elektrisch angetriebenen Doppellafetten zum Einbau; zeitweilig, etwa zwischen Oktober 1942 und Oktober 1943, hatten sich zudem vier einzeln lafettierte und handbetriebene 20-mm-Oerlikon-Kanonen an Bord befunden.
Auch die Torpedobewaffnung der Enterprise wurde mehrmals modifiziert. Bestand diese nach der Indienstnahme 1926 zunächst aus zwölf Torpedorohren in vier Drillingsrohrsätzen (für 533-mm-Torpedos des Typs Mark V), so wurden diese 1929 durch vier Vierlingsrohrsätze ausgetauscht (für 533-mm-Torpedos des ab 1928 eingeführten Typs Mark IX), womit das Schiff somit zeitweilig 16 Torpedorohre führte – es war die stärkste Torpedobewaffnung an Bord eines britischen Kreuzers in den 1930er Jahren. Im Winter 1942/43, vor allem im Rahmen der Verstärkung der Flugabwehrkapazität, wurden zwei dieser Vierlingssätze indessen wieder ausgebaut, so dass sich bei Kriegsende nur mehr acht 533-mm-Torpedorohre an Bord befanden (in zwei Vierlingssätzen).
Bei der Indienststellung verfügte die Enterprise ferner über ein hinter dem achteren Schornstein untergebrachtes, drehbares Dampfkatapult zum Starten von Aufklärungsflugzeugen. Zumeist befanden sich ein bis zwei Maschinen der Typen Fairey Flycatcher (ab 1926) oder Hawker Osprey (ab Mitte der 1930er Jahre) auf dem Kreuzer. Die Flugzeugausstattung wurde im Februar 1944 ausgebaut und an Land gegeben.

## Dienstzeit

### Vorkriegszeit

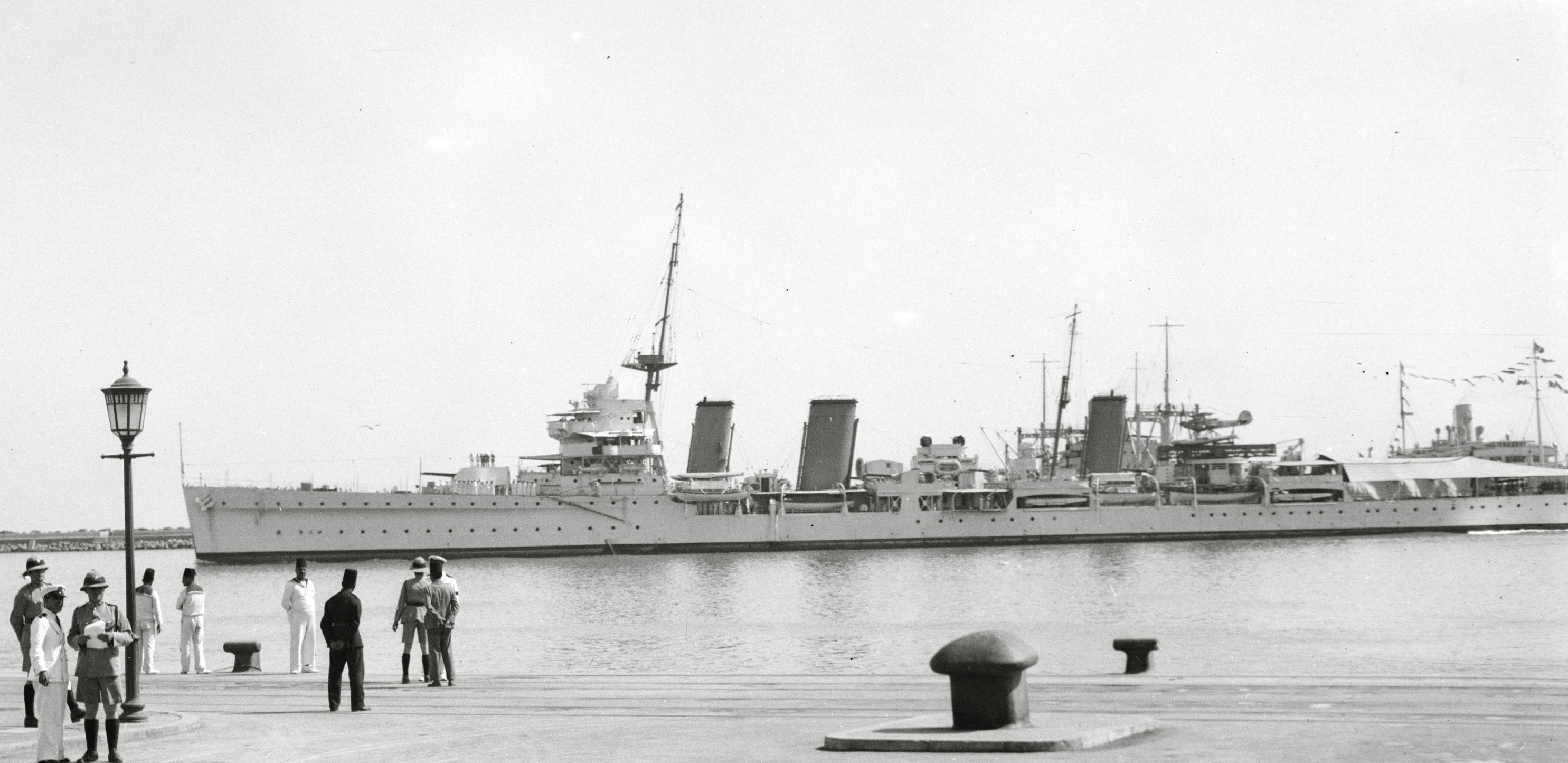
Backbord-Seitenansicht der Enterprise im Hafen von Haifa, man beachte den vorderen Geschützturm und das Flugzeugkatapult achtern (Mai 1936).

Nach dem Abschluss der Probefahrten wurde die Enterprise zum 4. Kreuzergeschwader (4th Cruiser Squadron) versetzt und diente als Wach- und Kolonialschiff bis 1934 im Indischen Ozean auf der sogenannten Ostindien-Station der Royal Navy. In dieser Zeit besuchte der in Trincomalee stationierte Kreuzer unter anderem die Häfen von Bombay, Aden, Singapur und Basra. Ende 1934 wurde das Schiff zeitweilig nach dem Vereinigten Königreich zurückbeordert und dort einer Grundüberholung bei der Marinebasis Devonport unterzogen. Im Anschluss verlegte die Enterprise im Frühjahr 1936 wieder via Malta, Sues und Aden nach Trincomalee, wobei zwischenzeitlich im Mai 1936 der Hafen von Haifa im britischen Mandatsgebiet Palästina angelaufen wurde. Bereits Anfang 1938 wurde der Kreuzer, nach einem kurzen Aufenthalt in ostasiatischen Gewässern 1937/38 zwecks des Transfers von Personal für britische Schiffe auf der China Station, wieder nach dem Vereinigten Königreich detachiert. Dort wurde das Schiff am 30. September 1938 in Weymouth vorübergehend außer Dienst gestellt und der Reserveflotte zugewiesen. 

### Zweiter Weltkrieg
Nach dem Ausbruch des Zweiten Weltkrieges im September 1939 wurde die Enterprise wieder in Dienst gestellt und operierte bis März 1940 gemeinsam mit dem Schwesterschiff Emerald in den Western Approaches sowie auf den britischen Konvoirouten im Nordatlantik als Patrouillen- und Sicherungsschiff. Hierbei sichtete der Kreuzer am 27. Februar 1940 südwestlich von Island in stürmischem Wetter den als sowjetischer Dampfer Molodez getarnten deutschen Frachter Consul Horn (8384 BRT), der im Januar 1940 aus Aruba ausgelaufen war und die alliierte Blockadelinie zu durchbrechen beabsichtigte. Die Besatzung der Enterprise ließ sich offenkundig von der Tarnung des deutschen Schiffes täuschen und die Consul Horn erreichte später sicher deutsche Gewässer.

#### Kämpfe um Norwegen 1940 und Operation Catapult
Ab dem 14. April 1940 nahm die Enterprise als Teil und im Verbund mit der Home Fleet an den Kämpfen um Norwegen teil und beschoss unter anderem deutsche Stellungen bei Narvik. Bereits während des Anmarsches war der Kreuzer hierbei am 19. April südwestlich der Lofoten nur knapp einem Torpedoangriff des deutschen U-Bootes U 65 entgangen, da beide von dem U-Boot abgefeuerte Torpedos infolge von Defekten an den Magnetzündern vorzeitig detonierten (siehe Torpedokrise). Nach weiteren Beschießungsmissionen, so Mitte Mai im Ofotfjord zur Unterstützung dort angelandeter Kontingente der französischen Fremdenlegion, wurde die Enterprise Ende Mai 1940 aus den Gefechten vor Norwegen herausgezogen und nach der Marinebasis Devonport zwecks einer Überholung zurückbeordert. Auf dem Rückweg nahm der Kreuzer dabei in Tromsø noch einen Teil der norwegischen Goldreserven – insgesamt etwa 50 Tonnen Gold, wovon rund 20 Tonnen durch die Enterprise transportiert wurden – an Bord und verbrachte diesen sicher nach Greenock.
Im Sommer 1940 und nach der Beendigung der Überholung wurde die Enterprise zur in Gibraltar stationierten und neu aufgestellten Force H detachiert und nahm mit dieser am 3. Juli 1940 an der Operation Catapult, dem britischen Angriff auf die in Mers-el-Kébir liegenden Teile der französischen Mittelmeerflotte, teil. Nach diesem Unternehmen nach Gibraltar zurückgekehrt, operierte das Schiff bis Ende 1940 im Atlantik und beteiligte sich im Dezember 1940 an der (wenngleich auch erfolglosen) Suche nach zeitweilig im Südatlantik eingesetzten deutschen Handelsstörern, darunter der Hilfskreuzer Thor und der Schwere Kreuzer Admiral Scheer.

#### Indischer Ozean 1941/42
Anfang 1941 wieder auf die Ostindien-Station versetzt, verbrachte die Enterprise fast das gesamte Jahr 1941 im Indischen Ozean, wobei der Kreuzer zumeist als Sicherungsschiff von sogenannten WS-Truppentransporten zwischen Australien, Bombay, Aden, Singapur und dem Persischen Golf pendelte. Unter anderem beteiligte sich der Kreuzer, erneut zusammen mit dem Schwesterschiff Emerald sowie dem neuseeländischen Leichten Kreuzer Leander und dem Flugzeugträger Hermes, ferner im April 1941 an den Kämpfen im damaligen britischen Mandatsgebiet Irak zur Niederschlagung eines achsenfreundlichen Putsches unter Raschid Ali al-Gailani. Ende 1941 in Colombo einer Werftüberholung unterzogen, wurde die Enterprise dort vom japanischen Angriff auf Pearl Harbor im Dezember 1941 und dem Ausbruch des Pazifikkrieges überrascht. 

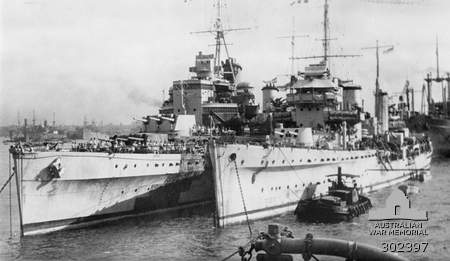
Die Enterprise (rechts) und der britische Leichte Kreuzer Glasgow im Hafen von Singapur (1942).

Zu Beginn des Jahres 1942 noch zeitweise im Indischen Ozean als Sicherungsschiff bei Truppentransporten eingesetzt – unter anderem rettete die Enterprise dabei am 5./6. April 1942 über 1000 Überlebende der beiden britischen Schweren Kreuzer Dorsetshire und Cornwall, die südwestlich von Ceylon von japanischen Trägerflugzeugen versenkt worden waren –, wurde das Schiff Ende 1942 via Mombasa und Freetown nach dem Vereinigten Königreich zurückverlegt und dort bei John Brown & Company in Clydebank zwischen Dezember 1942 und November 1943 eingedockt. In dieser Zeit erfuhr der Kreuzer nicht nur eine Grundüberholung, sondern wurde auch mit zusätzlichen Flugabwehrkanonen sowie mit mehreren Radargeräten ausgestattet (unter anderem mit einem Typ-284-Seezielradar und einem Typ-285-Radar für die Leitung der schweren 102-mm-Flugabwehrgeschütze).

#### Gefecht in der Biskaya 1943
Ende November 1943 wieder in Dienst genommen, kam die Enterprise ab dem 12. Dezember und gemeinsam mit den Leichten Kreuzern Gambia und Glasgow bei britischen Suchoperationen gegen deutsche Blockadebrecher im östlichen Nordatlantik und in der Biskaya zum Einsatz (Operation Stonewall). Hierbei zielten die britischen Bemühungen vor allem auf die beiden aus Kōbe kommenden und mit Kautschuk und Zinn beladenen deutschen Frachter Osorno und Alsterufer. Während ersterer am 25. Dezember die Gironde-Mündung erreichen konnte, wurde die zeitversetzt sich nähernde Alsterufer (2.729 BRT) am 27. Dezember nachmittags nordwestlich von Kap Finisterre von alliierten Flugzeugen versenkt.
Die zur Einbringung dieses Schiffes ursprünglich ausgelaufenen deutschen Sicherungskräfte – fünf Zerstörer der 8. Zerstörerflottille und sechs Torpedoboote der 4. T-Boot-Flottille – wurden über den Verlust des Frachters indessen zu spät informiert (das deutsche Marinegruppenkommando West erfuhr infolge von Kommunikationsproblemen vom Untergang selbst erst am Morgen des 28. Dezember), weswegen die deutschen Schiffe – die bereits von der alliierten Luftüberwachung erfasst worden waren – in den Mittagsstunden des 28. Dezember und in stürmischem Wetter unvermittelt auf die mittlerweile herangerufene Enterprise und die Glasgow stießen. Obgleich die beiden deutschen Flottillen zahlenmäßig sowie auch nominell artilleristisch überlegen waren, konnten die deutschen Schiffe diese Faktoren sowie auch ihre normal höhere Geschwindigkeit im Sturm nicht zum Tragen bringen. In einem zweieinhalb Stunden andauernden Gefecht gelang es den beiden britischen Kreuzern, den Zerstörer Z 27 und die beiden Torpedoboote T 25 und T 26 zu versenken. Die Enterprise brachte dabei gegen 16:00 Uhr das durch Artilleriefeuer manövrierunfähig geschossene Torpedoboot T 26 mit einem Torpedoschuss zum Sinken. Insgesamt kamen rund 400 deutsche Seeleute bei dem Gefecht ums Leben; die beiden britischen Schiffe erlitten keine Verluste.

#### Endphase des Zweiten Weltkrieges
Nach einer neuerlichen Überholung wurde die Enterprise ab April 1944 in die Planungen für die alliierte Landung in der Normandie einbezogen und kam am Tag der Invasion, dem 6. Juni 1944, vor dem Landeabschnitt Utah Beach als Feuerunterstützungsschiff zum Einsatz. Ende Juni beteiligte sich die Enterprise zudem an der Niederkämpfung der starken deutschen Küstenbatterien im Raum Cherbourg und beschoss gegnerische Stellungen nahe Querqueville. Hierbei erlitt der Kreuzer durch Nahtreffer von Küstengeschützen einige leichtere Splitterschäden. Im Juli folgten weitere Beschießungsmissionen gegen das Umfeld und das Zentrum der schwer umkämpften Stadt Caen. Insgesamt verfeuerte die Enterprise während der Operationen vor der Küste der Normandie bis Ende Juli 1944 rund 9000 152-mm-Granaten.
Im September von der Küste der Normandie abgezogen wurde der Kreuzer nach einem kurzen Aufenthalt vor der niederländischen Küste im Kontext der beginnenden Schlacht an der Scheldemündung im Oktober völlig aus den Kampfhandlungen herausgelöst und im Dezember 1944 in Rosyth vorerst in die Reserve versetzt.

### Verbleib
Im Frühjahr 1945 wurde die Enterprise noch einmal zeitweise in Dienst genommen – obgleich ein Teil der Hauptartillerie und der Flugabwehrkanonen bereits von Bord gegeben worden war – und unternahm zwischen Juni und Dezember 1945 noch insgesamt vier Fahrten nach Bombay, Kapstadt und Colombo, um britische Truppen in die Heimat zurückzubringen. Am 13. Januar 1946 schließlich wurde das Schiff in Portsmouth endgültig außer Dienst gestellt. Nach dem Verkauf des Kreuzers am 11. April 1946 an die British Iron and Steel Corporation (BISCO) erfolgte ab Ende April 1946 in Newport die Verschrottung.